# حتمية جغرافية

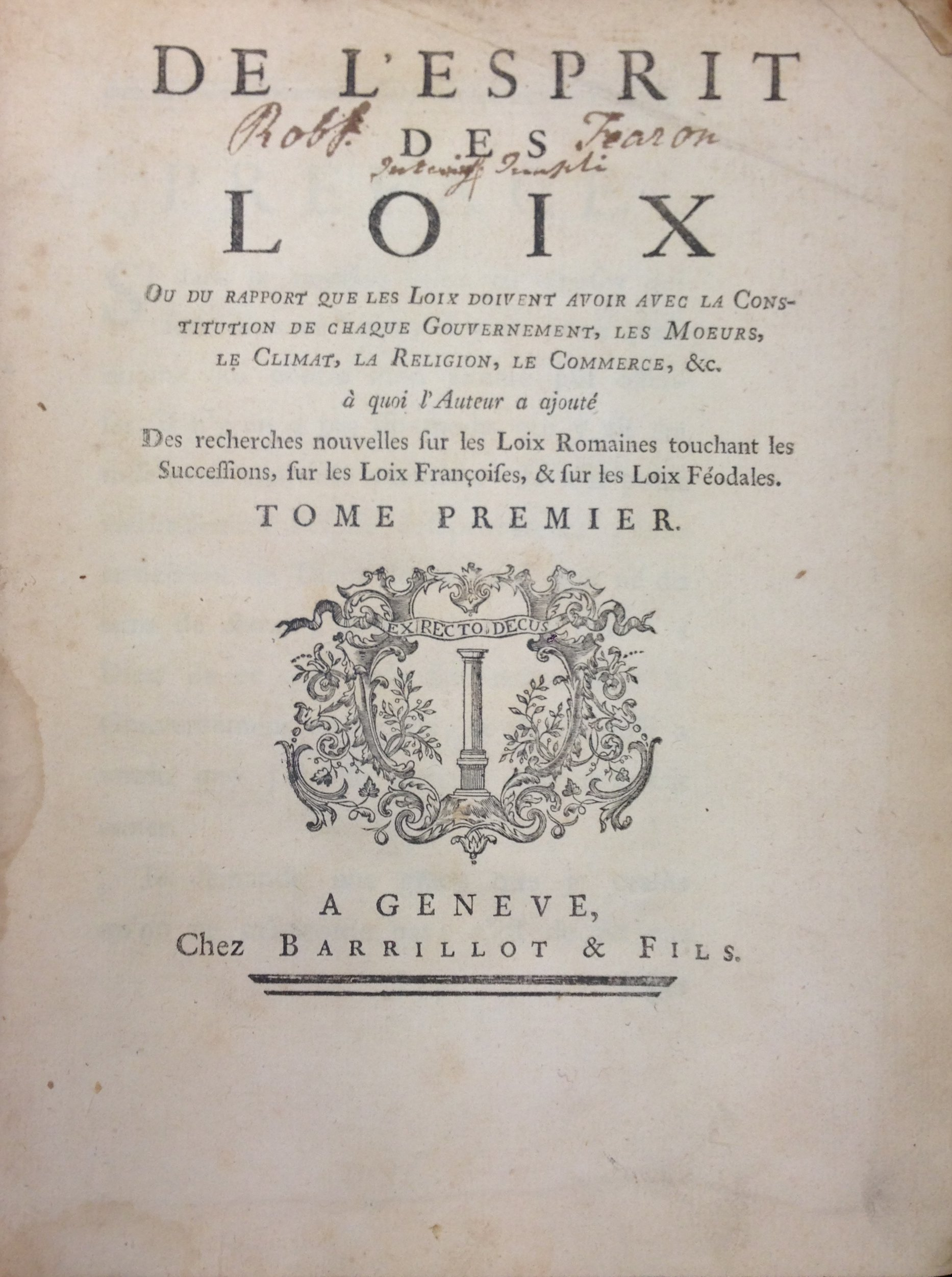

الحتمية الجغرافية أو الحتمية البيئية (بالإنجليزية: Environmental determinism)‏ هي مدرسة في علم الإجتماع تنص على أن البيئة الجغرافية من مناخ وتربة وأنهار وغيرهن هي العامل الرئيسي في التطور الاجتماعي، وهي تناول طبيعي ومثالي في أساسه للتاريخ، قال بها في البداية المفكرون الأقدمون مثل أفلاطون وأرسطو وغيرهما، في معارضة الآراء الدينية والأسطورية.
أما الحتمية الجغرافية التي تبلورت مدرسةً فكريةً متميزةً في القرن الثامن عشر، تحت تأثير مونتسكيو، فقد كانت تقدمية على مدى معارضتها للإيديولوجية الإقطاعية التي تتبناها الكنيسة، والتي كانت تقول بالتدبير الإلهي المسبق للظواهر الاجتماعية.
لكنها أُستخدمت في منتصف القرن التاسع عشر، كما في حالة باكل، للبرهنة على استحالة التغيير بالنسبة للتفاوت الاجتماعي والتوسع الاستعماري.
وترتبط نظرية ليف ميتشنيكوف، التي كانت تعتبر الأنهار العامل الجذري في أصل وتطور الحضارة، ترتبط ارتباطاً وثيقاً بالحتمية الجغرافية، وكان ميتشنيكوف يرى أن التطور الاجتماعي يفضي حتماً من الطغيان إلى الفوضى.
وقد مهدت الحتمية الجغرافية لظهور الجغرافيا السياسية في العصر الاستعماري.